# Tentative d'assassinat de Gamal Abdel Nasser
La tentative d'assassinat de Gamal Abdel Nasser, connue sous le nom d'incident de Manshiyya, survient le 26 octobre 1954 lorsque le président égyptien Gamal Abdel Nasser échappe de justesse à une tentative d'assassinat alors qu'il prononce un discours public à Manshiyya, à Alexandrie. Mahmoud Abdel-Latif, membre des Frères musulmans, tire huit coups de feu sur Nasser, tous ratés, bien que deux dignitaires soient légèrement blessés par des éclats de verre. Cette tentative ratée aggrave les tensions entre le régime nationaliste arabe laïc de Nasser et les Frères musulmans, aboutissant à une répression nationale contre tous les opposants politiques. L'événement consolide également le pouvoir de Nasser, lui permettant de renverser Mohammed Naguib et d'assumer officiellement la présidence.

## Contexte
Bien que les Frères musulmans soutiennent initialement le Mouvement des officiers libres, dirigé par Gamal Abdel Nasser, pour renverser la monarchie égyptienne soutenue par les britanniques, les relations entre les deux se détériorent après Coup d'État de 1952. Espérant que le coup d'État ouvre la voie à la mise en place d'un gouvernement islamiste, les Frères musulmans se sentent trahis et mis à l'écart après avoir réalisé la réticence de Nasser à partager le pouvoir avec les Frères musulmans ou à réaliser son programme islamiste. Les tensions proviennent du clivage idéologique entre les deux : Nasser cherche à mettre en œuvre la laïcité et le nationalisme arabe en Égypte, tandis que les Frères musulmans prônent l'établissement d'un État islamique basé sur des principes religieux. Les Frères musulmans et le Conseil de commandement de la révolution (en) au pouvoir sont en désaccord sur l'introduction d'une législation basée sur la charia, dont les premiers sont de fervents partisans.

## Tentative d'assassinat
La tentative d'assassinat a lieu le 26 octobre 1954, alors que Nasser prononce un discours à Alexandrie célébrant le retrait militaire britannique, discours qui est diffusé dans le monde arabe par radio. Le tireur, un membre des Frères musulmans de trente ans nommé Mahmoud Abdel-Latif, se trouve à 7,6 mètres de Nasser et tire huit coups de feu sur lui alors qu'il parle depuis un balcon du troisième étage, mais tous ratent Nasser. Deux dignitaires assis sont légèrement blessés par des éclats de verre.
Alors que la panique s'empare de l'auditoire, Nasser maintient sa posture et élève la voix pour appeler au calme,. Il s'exclame alors avec une grande émotion :

« Mes concitoyens, mon sang coule pour vous et l'Égypte. Je vivrai pour votre salut et mourrai pour le salut de votre liberté et votre honneur. Laissons-les me tuer ; cela m'importe peu car j'ai insufflé la fierté, l'honneur et la liberté en vous. Si Gamal Abdel Nasser doit mourir, vous serez tous Gamal Abdel Nasser… Gamal Abdel Nasser est l'un d'entre vous et il est prêt à sacrifier sa vie pour la nation. »

## Conséquences
Après l'échec de l'attentat, Nasser lance une vaste campagne de répression contre les Frères musulmans. Le 29 octobre, le gouvernement égyptien dissout officiellement les Frères musulmans. Le 13 novembre, Nasser destitue le président Mohammed Naguib, impliqué dans la tentative d'assassinat, et le place en résidence surveillée. Cela permet à Nasser d'assumer officiellement la présidence.
Le régime militaire perquisitionne plusieurs bureaux et sections des Frères musulmans à travers l'Égypte et emprisonne plus de 4 000 membres du groupe. Sept hauts dirigeants de l'organisation sont condamnés à mort, dont six (dont Mahmoud Abdel-Latif) sont exécutés le 7 décembre 1954, tandis que le dernier, Sayyid Qutb, voit sa peine commuée en prison à vie. Nasser utilise la tentative d'assassinat comme prétexte pour réprimer les opposants politiques, en particulier les Frères musulmans, en recourant aux arrestations massives, à la torture et aux exécutions afin de consolider son pouvoir. Les Frères musulmans, autrefois influents, sont contraints de passer dans la clandestinité et de commencer des activités clandestines.